# Dennis Wilson
Dennis Wilson (Inglewood, 1944. december 4. – Marina del Rey, 1983. december 28.) amerikai zenész, a Beach Boys együttes tagja, Brian Wilson öccse. Főleg dobokon játszott, de számos más hangszert is megszólaltatott.

## Diszkográfia

### Nagylemezek
- 1977 - Pacific Ocean Blue
- 2008 - Bambu (The Caribou Sessions)

### Kislemezek
- 1970 - Sound of Free
- 1977 - River Song
- 1977 - You and I